# Женска одбојкашка репрезентација Украјине
Женска одбојкашка репрезентација Украјине је репрезентација под контролом Одбојкашког савеза Украјине, представља Украјину у међународним одбојкашким такмичењима. 

## Резултати на међународним такмичењима

### Олимпијске игре
| Година       | Коло                                  | Позиција                              | Од.                                   | П                                     | И                                     | ОС                                    | ИС                                    |
| ------------ | ------------------------------------- | ------------------------------------- | ------------------------------------- | ------------------------------------- | ------------------------------------- | ------------------------------------- | ------------------------------------- |
| 1964 - 1992  | Учествовали као део Сојветског Савеза | Учествовали као део Сојветског Савеза | Учествовали као део Сојветског Савеза | Учествовали као део Сојветског Савеза | Учествовали као део Сојветског Савеза | Учествовали као део Сојветског Савеза | Учествовали као део Сојветског Савеза |
| 1996         | Групна фаза                           | 12. место                             | 5                                     | 0                                     | 5                                     | 0                                     | 15                                    |
| 2000 - данас | Нису се квалификовале                 | Нису се квалификовале                 | Нису се квалификовале                 | Нису се квалификовале                 | Нису се квалификовале                 | Нису се квалификовале                 | Нису се квалификовале                 |
| Укупно       | 1 учешће                              | 1 учешће                              | 5                                     | 0                                     | 5                                     | 0                                     | 15                                    |

### Светско првенство
| Година       | Турнир                                | Позиција                              | Од.                                   | П                                     | И                                     | ОС                                    | ИС                                    |
| ------------ | ------------------------------------- | ------------------------------------- | ------------------------------------- | ------------------------------------- | ------------------------------------- | ------------------------------------- | ------------------------------------- |
| 1952 - 1990. | Учествовали као део Совјетског Савеза | Учествовали као део Совјетског Савеза | Учествовали као део Совјетског Савеза | Учествовали као део Совјетског Савеза | Учествовали као део Совјетског Савеза | Учествовали као део Совјетског Савеза | Учествовали као део Совјетског Савеза |
| 1994.        | Први круг                             | 11. место                             | 3                                     | 1                                     | 2                                     | 5                                     | 8                                     |
| 1998 - данас | Нису се квалификовали                 | Нису се квалификовали                 | Нису се квалификовали                 | Нису се квалификовали                 | Нису се квалификовали                 | Нису се квалификовали                 | Нису се квалификовали                 |
| Укупно       | 1 учешће                              | 1 учешће                              | 3                                     | 1                                     | 2                                     | 5                                     | 8                                     |

### Европско првенство
| Година      | Коло                                  | Позиција                              | Од.                                   | П                                     | И                                     | ОС                                    | ИС                                    |
| ----------- | ------------------------------------- | ------------------------------------- | ------------------------------------- | ------------------------------------- | ------------------------------------- | ------------------------------------- | ------------------------------------- |
| 1949 - 1991 | Учествовали као део Совјетског Савеза | Учествовали као део Совјетског Савеза | Учествовали као део Совјетског Савеза | Учествовали као део Совјетског Савеза | Учествовали као део Совјетског Савеза | Учествовали као део Совјетског Савеза | Учествовали као део Совјетског Савеза |
| 1993        | Полуфинале                            | 3. место                              | 7                                     | 6                                     | 1                                     | 20                                    | 7                                     |
| 1995        | Други круг                            | 7. место                              | 7                                     | 4                                     | 3                                     | 14                                    | 13                                    |
| 1997        | Други круг                            | 7. место                              | 7                                     | 3                                     | 4                                     | 9                                     | 14                                    |
| 1999        | Нису се квалификовали                 | Нису се квалификовали                 | Нису се квалификовали                 | Нису се квалификовали                 | Нису се квалификовали                 | Нису се квалификовали                 | Нису се квалификовали                 |
| 2001        | Полуфинале                            | 4. место                              | 7                                     | 3                                     | 4                                     | 12                                    | 15                                    |
| 2003        | Групна фаза                           | 9. место                              | 5                                     | 2                                     | 3                                     | 7                                     | 12                                    |
| 2005        | Нису се квалификовали                 | Нису се квалификовали                 | Нису се квалификовали                 | Нису се квалификовали                 | Нису се квалификовали                 | Нису се квалификовали                 | Нису се квалификовали                 |
| 2007        | Нису се квалификовали                 | Нису се квалификовали                 | Нису се квалификовали                 | Нису се квалификовали                 | Нису се квалификовали                 | Нису се квалификовали                 | Нису се квалификовали                 |
| 2009        | Нису се квалификовали                 | Нису се квалификовали                 | Нису се квалификовали                 | Нису се квалификовали                 | Нису се квалификовали                 | Нису се квалификовали                 | Нису се квалификовали                 |
| 2011        | Групна фаза                           | 15. место                             | 3                                     | 0                                     | 3                                     | 0                                     | 9                                     |
| 2013        | Нису се квалификовали                 | Нису се квалификовали                 | Нису се квалификовали                 | Нису се квалификовали                 | Нису се квалификовали                 | Нису се квалификовали                 | Нису се квалификовали                 |
| 2015        | Нису се квалификовали                 | Нису се квалификовали                 | Нису се квалификовали                 | Нису се квалификовали                 | Нису се квалификовали                 | Нису се квалификовали                 | Нису се квалификовали                 |
| 2017        | Групна фаза                           | 13. место                             | 3                                     | 0                                     | 3                                     | 5                                     | 9                                     |
| 2019        | Групна фаза                           | 17. место                             | 5                                     | 1                                     | 4                                     | 6                                     | 12                                    |
| 2021        | Осмина финала                         | 12. место                             | 6                                     | 3                                     | 3                                     | 10                                    | 10                                    |
| 2023        | Осмина финала                         | 9. место                              | 6                                     | 3                                     | 3                                     | 12                                    | 10                                    |
| Укупно      | 10 учешћа                             | 10 учешћа                             | 56                                    | 25                                    | 31                                    | 95                                    | 111                                   |